# The National (Абу-Даби)
The National — государственная англоязычная ежедневная газета Объединённых Арабских Эмиратов, издаваемая в Абу-Даби.
По данным Financial Times, газета «считается выражающей точку зрения Абу-Даби на мир». Газета выражает позицию правительства и руководствуется самоцензурой в вопросах, которые правительство считает нежелательными. Газета принадлежит шейху Мансуру ибн Заиду Аль Нахайяну, вице-президенту Объединённых Арабских Эмиратов, которыми управляет его брат Мухаммад ибн Заид Аль Нахайян.

## История и описание
The National впервые была опубликована 17 апреля 2008 года компанией Abu Dhabi Media. Государственная медиакомпания управляла газетой вместе с другими изданиями, включая Al-Ittihad, Majid, Zahrat Al Khaleej и National Geographic Al Arabiya (в партнерстве с National Geographic). В 2016 году The National была приобретена International Media Investments, дочерней компанией Abu Dhabi Media Investment Corporation, частной инвестиционной компании, принадлежащей Мансуру ибн Заиду Аль Нахайяну, которая также является совладельцем Sky News Arabia. Под руководством новых владельцев The National была перезапущена в июле 2017 года, что ознаменовалось переездом в новую штаб-квартиру и открытием зарубежного бюро в Лондоне. У The National было три предыдущих главных редактора: Мохаммед Аль Отайба занимал эту должность с февраля 2014 года по октябрь 2016 года; Хассан Фаттах — с июня 2009 года по октябрь 2013 года; Мартин Ньюленд (Martin Newland), который был первым главным редактором с апреля 2008 года по июнь 2009 года.
Обещая следовать общепринятым стандартам журналистики и «помогать обществу развиваться», The National утверждает, что является аномалией на Ближнем Востоке, где большинство СМИ жёстко контролируются правительством. Однако главной целью создания газеты было завоевать уважение международного сообщества со стороны правительства.
В ходе первоначального запуска The National увеличила численность персонала до 200 человек, набирая сотрудников из газет по всему миру, в том числе из газет The Wall Street Journal, The New York Times и британской The Daily Telegraph. Мартин Ньюленд был редактором The Daily Telegraph с 2003 года по 2005 год, и он привёл с собой многих бывших сотрудников Telegraph, таких как Колин Рэндалл (Colin Randall; бывший исполнительный редактор новостей Telegraph), Сью Райан (Sue Ryan; бывший управляющий редактор) и старший фотограф Стивен Лок (Stephen Lock; освещавший внутренние и зарубежные новости, а также международную моду в течение 20 лет в The Daily Telegraph).
В 2008 году тираж газеты составлял 60 тысяч экземпляров.

## Контент
Газета представляет собой единый сборник, организованный в пять ежедневных разделов (Новости, Бизнес, Мнения, Искусство и стиль жизни, Спорт), а также выпуск выходного дня, который выходит по пятницам. В ней освещаются местные и международные новости, новости бизнеса, спорта, искусства и стиля жизни, путешествий и авто. Кроме того, The National издает два журнала: Ultratravel (ежеквартально) и Luxury (ежемесячно). Целевую аудиторию газеты можно описать как людей в возрасте 25 лет и старше, образованных, обеспеченных, руководителей бизнеса, лиц, принимающих решения, и ключевых влиятельных лиц.

## Отзывы
В статье, опубликованной в журнале American Journalism Review в 2012 году, бывший редактор зарубежного отдела Том О’Хара утверждал, что освещение событий в газете искажалось в интересах правительства Объединённых Арабских Эмиратов. Он сказал, что в газете действует «тщательная процедура цензуры», которая напрямую влияет на освещение событий и использование слов в газете, например, запрет на использование термина «Персидский залив». Он заявил, что газета занимается самоцензурой, не допуская освещения тем, которые, по его мнению, могут представить в невыгодном свете королевскую семью и правительство ОАЭ. Он сказал, что, среди прочего, было подавлено освещение восстания в Ливии, а также статьи о WikiLeaks и правах ЛГБТ.
В феврале 2013 года журнал The New Republic сообщил, что The National не оправдала высоких ожиданий, возложенных на неё при учреждении. Журнал утверждал, что за последние пять лет редакция пережила ряд кризисов, и что «за кулисами кипела напряженность по поводу управления и направления газеты, сопровождавшаяся сменой руководства, сокращениями бюджета, внутренними распрями и обвинениями в безудержной самоцензуре, что привело к серии уходов журналистов, в результате которых газета лишилась многих выдающихся талантов». В статье описывались примеры безудержной самоцензуры и говорилось, что история газеты является «поучительной историей о том, как заниматься журналистикой в обществе, подвергающемся цензуре».